# Полякова, Валентина Валентиновна
Валентина Валентиновна Полякова (род. 29 ноября 1944, Житомир) — советский и российский врач-педиатр. Заслуженный врач Российской Федерации (2003). Главный врач ГБУ «Курганская детская поликлиника» (1990—2017), Почётный гражданин города Кургана (2018).

## Биография
Валентина Валентиновна Полякова родилась 29 ноября 1944 года в городе Житомире Житомирской области Украинской ССР.
В 1970 году с отличием окончила Омский государственный медицинский институт  им. М.И. Калинина по специальности «Педиатрия». В 1970 году по направлению отправилась работать в Курганскую область.
Начинала заниматься врачебной практикой в Глядянской районной поликлинике врачом-педиатром. Здесь отработала всего один год. С 1971 по 1978 год трудилась в должности участкового педиатра городской детской поликлиники в городе Кургане, а с июня 1978 по август 1978 года исполняла обязанности заместителя главного врача поликлиники.
В 1972 году вступила в КПСС.
В августе 1978 года ей было доверено возглавить городскую детскую больницу. В январе 1990 года, после проведения реорганизации педиатрической службы была назначена на должность главного врача Государственного бюджетного муниципального учреждения «Курганская детская поликлиника № 1». В августе 2012 года стала работать в должности главного врача Государственного бюджетного учреждения «Курганская детская поликлиника», которая оказывала первичную медико-санитарную помощь всему детскому населению города в количестве 66500 детей от 0 до 17 лет включительно. В период с 1998 по 2010 годы была внештатным главным педиатром города, в её обязанности входило осуществление организационно - методического руководства работой всех детских городских лечебно-профилактических учреждений. В 2017 году освободила должность главного врача.
С её участием были внедрены и успешно применяются на практике новые технологии и передовые формы работы, открыты или реорганизованы дополнительные службы. Была проведена реконструкция зданий и помещений поликлиники. Улучшена материально-техническое оснащение учреждения, модернизирована система оказания медицинской помощи детскому населению города Кургана. Всё это позволило улучшить качество и объём диагностических исследований на амбулаторном этапе.
Активный участник медицинского сообщества, а также общественной жизни города и региона:
- Депутат Курганской городской Думы I (1994—1996), II (1996—2000) и III (2000—2004) созывов.
- Член первого состава Избирательной комиссии Курганской области с правом решающего голоса (1995—1999)[6].
- Член комиссии по делам несовершеннолетних при Администрации города Кургана (2014—2019)[7].
- Член Общественного совета по вопросам охраны здоровья при Главе города Кургана (2015—2018)
- Член Общественной палаты города Кургана: IV состав (2012—2014)[8], V состав (2014—2016)[9]
- Участница движения «Женщины Зауралья».
- Представляла Курганское здравоохранение на съездах педиатров России в 2000, 2004, 2005, 2006, 2008 годах.
- Делегат Всероссийского Пироговского съезда врачей в 2001 году.
- Член общественной организации «Ассоциация медицинских работников Курганской области».

Решением Курганской городской Думы № 125 от 27 июня 2018 года удостоена звания «Почётный гражданин города Кургана».
Проживает в городе Кургане.

## Награды и звания
- Заслуженный врач Российской Федерации, 2003 год
- Ударник коммунистического труда
- Значок «Отличнику здравоохранения», 1990 год
- Почётная грамота Губернатора Курганской области
- Почётная грамота Курганской областной Думы, 2000 год, за значительный творческий вклад в развитие системы здравоохранения и трудовые достижения, получившие признание населения Курганской области[10]
- Почётная грамота Администрации города Кургана
- Высшая квалификационная категория по специальности «Педиатрия».
- Почётный гражданин города Кургана, 27 июня 2018 года

## Семья
Муж — инженер-автомобилист, дочь — инженер-экономист.